# 榴弹炮

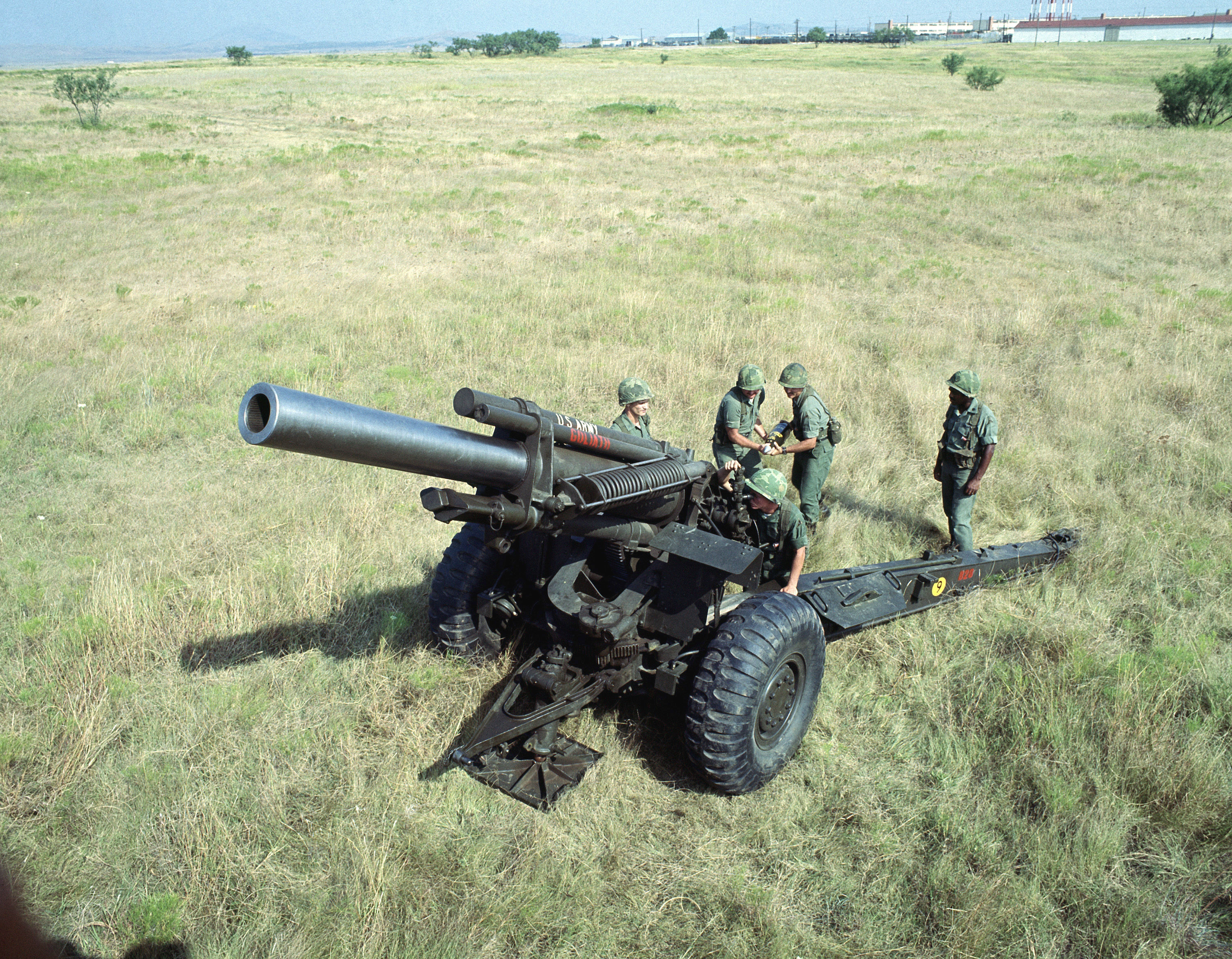
美國陸軍炮兵正在使用M114榴彈炮進行訓練

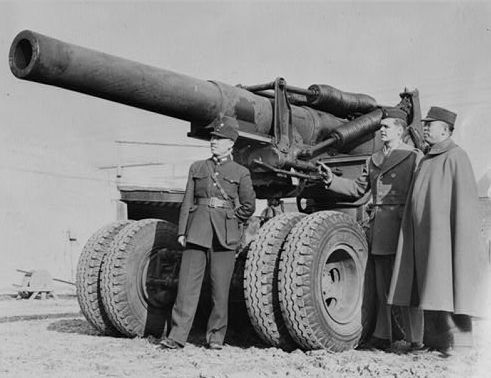
美軍和國軍將領在亞伯丁試驗場視察8吋M115榴彈炮(1942)

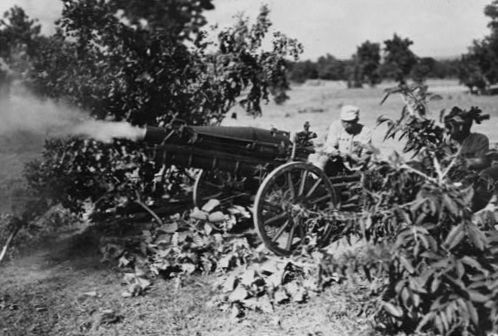
1944年，中國遠征軍炮兵在緬甸戰場使用M116榴彈炮炮擊日軍。

榴弹炮（英語：Howitzer）是一種火炮類型，約莫於17世紀左右開始於歐洲戰場上出現。其特徵是為炮管較短，擊發需求的發射藥較少，以高曲率的射擊彈道打擊掩蔽目標。配備與操作榴彈炮的兵科一般為炮兵。
在17世紀至20世紀的歐洲炮兵中，榴彈炮的技術特性是介於「加農炮」與「臼砲」之間。但榴彈炮的定義隨著技術演進而改變，並非一成不變。
20世紀之後，因技術進化，榴彈炮開始可作為野戰運用，合併了野戰炮這個屬性。冷戰時代野戰炮兵射程增長後，榴彈炮開始改用長倍徑炮管，與加農炮的技術特性也逐漸合併，目前的榴彈炮已經成為軍用火炮的一種代名詞。